# Калнище
Калнище (на македонска литературна норма: Калниште) село в община Пробищип, Северна Македония.

## География
Селото е разделено на Горно и Долно маало. Близо до него се намира село Лесново и известният Лесновски манастир.

## История
В XIX век Калнище е изцяло българско селце в Кратовска кааза на Османската империя. Според статистиката на Васил Кънчов („Македония. Етнография и статистика“) към 1900 година в Калнища живеят 268 жители, всички българи-християни.
В началото на XX век българското население на селото е под върховенството на Българската екзархия. По данни на секретаря на екзархията Димитър Мишев („La Macédoine et sa Population Chrétienne“) през 1905 година в Калнище (Kalnichte) има 280 българи екзархисти.
При избухването на Балканската война в 1912 година 5 души от Калнище са доброволци в Македоно-одринското опълчение.
През октомври 1910 година селото пострадва по време на обезоръжителната акция на младотурците. Няколко души са убити и ранени от властите.
През 1922-1923 година в селото е открита поща, която функционира до 6 април 1941 година.
Според преброяването от 2002 година селото има 2102 жители (1083 мъже и 1019 жени), в 623 домакинства и 1052 къщи.
На 15 май 2005 година митрополит Агатангел Брегалнишки поставя темелния камък на манастира „Свети Илия“.

## Личности
Родени в Калнище
- Сандо Тимев (? – 1925), български революционер, деец на ВМРО[8]